# Puma Swede

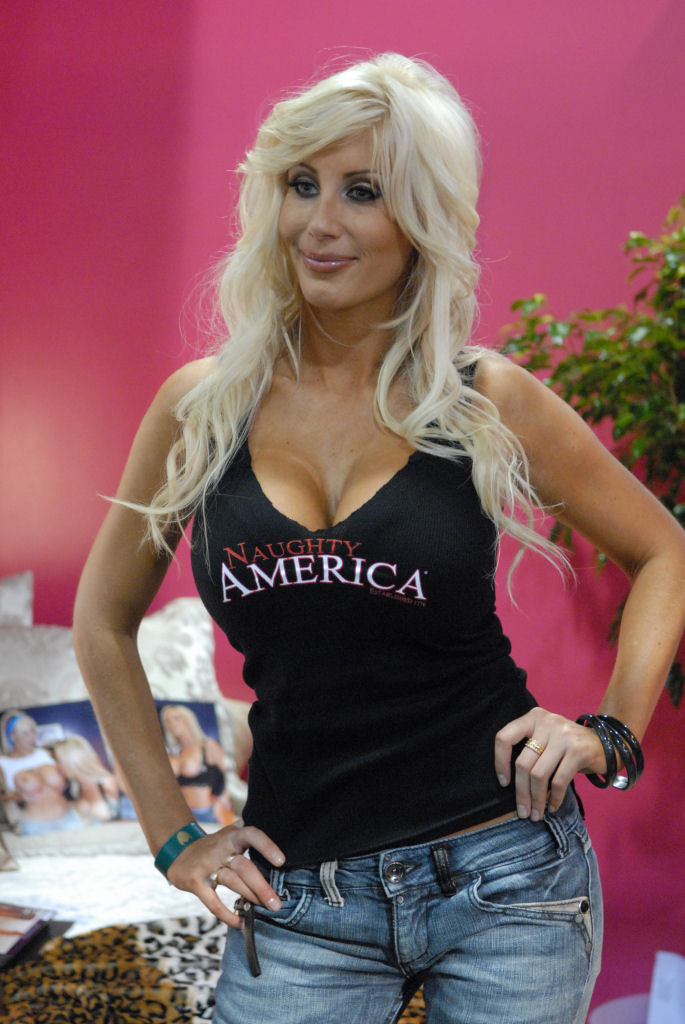
Puma Swede auf der AVN Adult Entertainment Expo 2008

Puma Swede (bürgerlich Johanna Jussinniemi; * 13. September 1976 in Stockholm) ist eine schwedische Pornodarstellerin und Model.

## Leben und Karriere
Johanna Jussinniemi Eltern stammen aus Finnland, sie selbst wurde in Schweden geboren und wuchs dort auch auf. Zunächst arbeitete Jussinniemi als Handelsvertreterin für Computerverkäufe und anschließend als Glamourmodel. 2005 wechselte sie im Alter von 29 Jahren unter dem Namen Puma Swede in die Pornobranche. Ihr Künstlervorname Puma ist inspiriert durch den Ford Puma. 2004 hatte sie während ihrer Modelzeit unter ihrem echten Namen noch am Film Carnival of Desires von Fotograf und Regisseur Mark Miremont mitgewirkt, der damit einen bewegten Erotikfilm im Stil seiner Fotoaufnahmen beabsichtigte.
Seit 2004 lebt Puma Swede in Kalifornien und spielte in über 700 Pornofilmen mit. 2009 heiratete sie ihren Darstellerkollegen Keiran Lee. Das Paar ist mittlerweile aber wieder geschieden.
Puma Swede gilt als die mit Abstand erfolgreichste Pornodarstellerin aus Schweden. Markenzeichen sind ihre auf 32F vergrößerten Brüste und ihre Körpergröße von 1,78 m. Sie machte sich schnell einen Namen in der Branche und wurde aufgrund ihrer Webpräsenz 2009 für den AVN Award und XBIZ Award als Web Starlet of the Year nominiert. Sie trat außerdem häufig gemeinsam mit Nikki Benz als Duo, gelegentlich mit dem Kosenamen Swenz bezeichnet, in Erscheinung. Zunächst wirkte Puma Swede nur in lesbischen Szenen mit, ehe sie auch Hardcoreszenen drehte. Häufig spielt sie die Rolle einer Milf oder Cougar. Auch spielte sie in der preisgekrönten Serie Big Tits at School mit.
In der 2008 veröffentlichten Science-Fiction-Komödie Sex Galaxy von Mike Davis trat Swede als Willa auf. 2009 und 2010 hatte sie einen kleinen Oben-ohne-Auftritt in der Komödie I Hope They Serve Beer in Hell und ebenso wie einige andere Darstellerinnen einen Cameo in The Super-Bad Movie – 41 Jahre und Jungfrau. 2011 spielte sie in The Rocki Whore Picture Show: A Hardcore Parody, einer pornografischen Parodie des Filmklassikers The Rocky Horror Picture Show von Wicked Pictures, die Titelrolle der Rocki. Im Oktober 2012 veröffentlichte Swede ihre Autobiografie Puma Swede – Mitt liv som porrstjärna (dt. Puma Swede – Mein Leben als Pornostar) zunächst auf Schwedisch und später auch auf Englisch. 2014 hatte sie gemeinsam mit Jenna Jameson einen Auftritt in der amerikanischen Fernsehserie Sons of Anarchy. Außerdem war sie in zwei Episoden der schwedischen Reality-TV-Serie Svenska Hollywoodfruar (dt. Schwedische Hollywood-Ehefrauen) als Freundin von Åsa Vesterlund zu sehen.
Im Januar 2016 stand Puma Swede im Blickpunkt des Medieninteresses, als die Zeitung Aftonbladet einen Bericht darüber öffentlich machte, dass Mitglieder des Schwedischen Kommunal-Arbeiterverbunds Gelder genutzt hatten, um luxuriöse Abendessen zu finanzieren und Swede für private Stripshows zu engagieren. Daraufhin wurde der Schatzmeister des Arbeiterverbunds entlassen und über 10.000 Mitglieder traten aus. Die Vorsitzende der Gewerkschaft Annelie Nordström verzichtete nach dem Skandal darauf, zu einer Wiederwahl anzutreten.

## Filmografie (Auswahl)

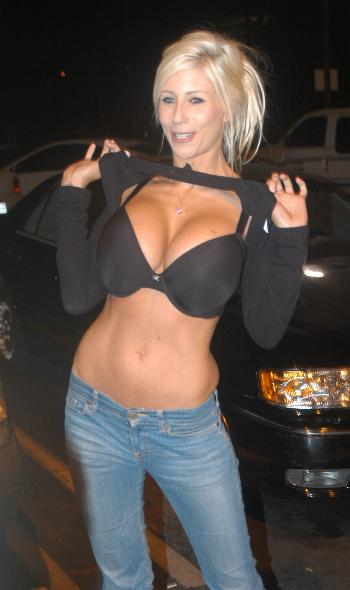
Puma Swede zu Beginn ihrer Karriere bei Pornstar Karaoke (2005)

### Pornografisch
- 2005: Women Seeking Women 16
- 2006: Meet the Twins 2
- 2006: Cheating Wives Tales 3
- 2007: Naughty Office 7, 10
- 2007: Girlvana 3
- 2007: Pussy Party 20
- 2008: Big Tits at School 2
- 2008: Courtney’s Chain Gang
- 2008: Mommy Got Boobs 2
- 2008: Pornstars Like it Big  2
- 2009: MILFs Like It Big 4
- 2010: Bang Bus 31
- 2010: Kittens & Cougars 3
- 2010: My Evil Sluts 7
- 2011: The Rocki Whore Picture Show: A Hardcore Parody
- 2011: Bra Busters 2
- 2011: Cougars, Kittens & Cock
- 2012: Breast Worship 4
- 2012: American Daydreams 10
- 2013: Oil Overload 9
- 2013–2015: Pure MILF 2, 5, 8
- 2013: Seduced By a Cougar 26
- 2013: Moms Bang Teens 3
- 2014–2018: Bra Busting Lesbians 1, 5, 6
- 2015: My Friend’s Hot Mom 50
- 2015: Real Housewives 13
- 2015: Mommy Is A Bad Girl
- 2015: MILF Experience
- 2017: Tamed By A Lesbian 4
- 2018: Tempted By Mommy 8
- 2018: Bleached Blonde Bombshells 2

### Weitere Auftritte
Erotik
- 2004: Carnival of Desires
- 2008: Sex Galaxy
- 2009: I Hope They Serve Beer in Hell
- 2010: The Super-Bad Movie – 41 Jahre und Jungfrau

Fernsehen
- 2014: Sons of Anarchy (Fernsehserie, 1 Folge)

## Auszeichnungen
- 2009: AVN Award – Nominierung in der Kagegorie: Web Starlet of the Year
- 2009: XBIZ Award – Nominierung in der Kategorie: Web Babe/Starlet of the Year
- 2012: AVN Award – Nominierung in der Kategorie: Best Group Sex Scene für The Rocki Whore Picture Show: A Hardcore Parody